# Distrito de Gotha

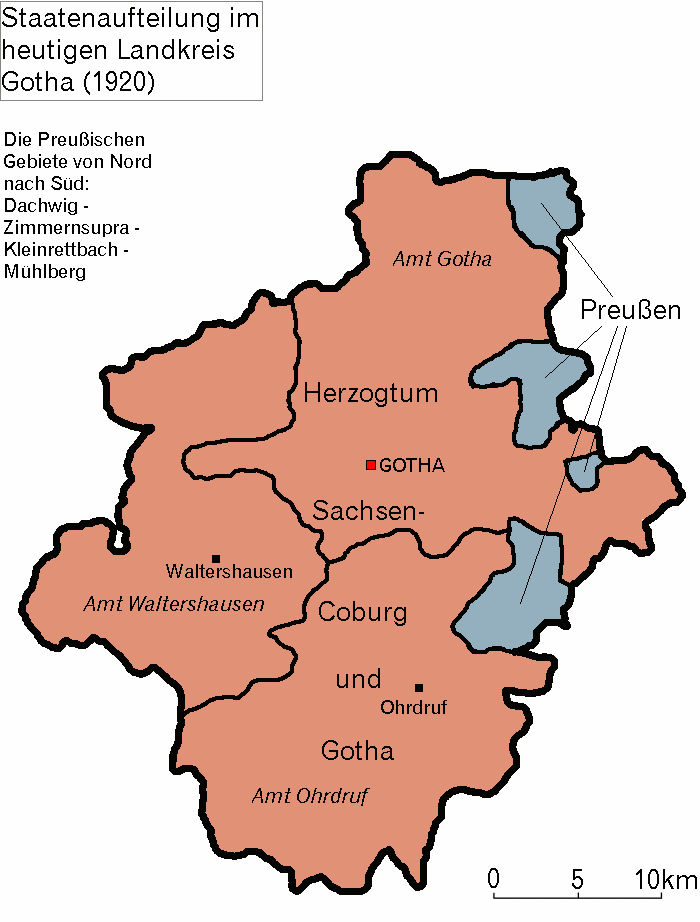
Mapa histórico del distrito en 1922.

El Distrito de Gotha (en alemán: Landkreis Gotha) es un Landkreis (distrito rural) ubicado en la parte media occidental del estado federal de Turingia (Alemania). Los territorios limítrofes al norte corresponden al distrito de Unstrut-Hainich, al noroeste con el distrito de Sömmerda, al este con la ciudad independiente (kreisfreie Stadt) de Erfurt, al sudoeste se encuentra el distrito de Ilm, así como el distrito de Schmalkalden-Meiningen y al oeste el distrito de Wartburg. La capital del distrito recae sobre la ciudad de Gotha.

## Geografía
El distrito de Gotha se encuentra ubicado en la parte oriental del estado de Turingia. Al norte y este limita con el Thüringer Beckens. El perfil de alturas varía entre los 200 Metros ü. NN y los 900 metros de la sierra del Bosque de Turingia (Thüringer Wald) al sur.

## Composición del distrito
(Habitantes a 30 de junio de 2006)

### Ciudades
| 1. Friedrichroda (5.290) 2. Gotha, Gran ciudad (46.780) 3. Tambach-Dietharz (4.326) 4. Ohrdruf (6.029) 5. Waltershausen (11.127) |  | 1. Emsetal (3.048) 2. Günthersleben-Wechmar, (3.107), municipio incluido: 1. Schwabhausen (717) 3. Leinatal (3.886) 4. Tabarz/Thür. Wald (4.231) 5. Crawinkel (1.632) 6. Gräfenhain (1.457) 7. Luisenthal (1.431) 8. Wölfis (1.644) |

### Regiones administrativas
* Posición de la administración
| 1. Apfelstädtaue 1. Emleben (813) 2. Georgenthal * (2.666) 3. Herrenhof (816) 4. Hohenkirchen (748) 5. Petriroda (355) 2. Drei Gleichen 1. Grabsleben (1.062) 2. Mühlberg * (1.319) 3. Seebergen (1.324) 4. Wandersleben (1.692) 3. Fahner Höhe 1. Dachwig (1.638) 2. Döllstädt (1.234) 3. Gierstädt (888) 4. Großfahner (885) 5. Tonna * (2.901) | 4. Hörsel 1. Aspach (463) 2. Ebenheim (255) 3. Fröttstädt (407) 4. Hörselgau * (1.283) 5. Laucha (525) 6. Mechterstädt (1.130) 7. Metebach (190) 8. Teutleben (389) 9. Trügleben (370) 10. Weingarten (177) 5. Mittleres Nessetal 1. Ballstädt (718) 2. Brüheim (524) 3. Bufleben (1.083) 4. Friedrichswerth (587) 5. Goldbach * (1.807) 6. Haina (504) 7. Hochheim (511) 8. Remstädt (961) 9. Sonneborn (1.283) 10. Wangenheim (712) 11. Warza (755) 12. Westhausen (541) | 6. Nesse-Apfelstädt-Gemeinden 1. Apfelstädt (1.448) 2. Gamstädt (752) 3. Ingersleben (1.060) 4. Neudietendorf * (3.062) 7. Nesseaue 1. Bienstädt (764) 2. Eschenbergen (746) 3. Friemar * (1.170) 4. Molschleben (1.144) 5. Nottleben (453) 6. Pferdingsleben (406) 7. Tröchtelborn (333) 8. Tüttleben (761) 9. Zimmernsupra (388) 8. Reinhardsbrunn 1. Ernstroda (1.035) 2. Finsterbergen (1.420) 3. Friedrichroda *, ciudad (5.290) |